# Polnische Badmintonmeisterschaft 1978
Die Polnische Badmintonmeisterschaft 1978 fand vom 8. bis zum 9. Mai 1978 in Głubczyce statt. Es war die 14. Austragung der Titelkämpfe. 

## Medaillengewinner
| Disziplin    | Gold                                                                            | Silber                                                                 | Bronze |
| ------------ | ------------------------------------------------------------------------------- | ---------------------------------------------------------------------- | --- |
| Herreneinzel | Zygmunt Skrzypczyński (AZS AWF Wrocław)                                         | Brunon Rduch (Unia Bieruń Stary)                                       | Sławomir Włoszczyński (AZS AWF Wrocław) Wiesław Świątczak (Vigoprim Łódź)                                                                      |
| Dameneinzel  | Elżbieta Utecht (Unia Głubczyce)                                                | Anna Zyśk (Start Gdynia)                                               | Maria Bahryj (Unia Głubczyce) Ewa Rusznica (Unia Głubczyce)                                                                                    |
| Herrendoppel | Zygmunt Skrzypczyński (AZS AWF Wrocław) Sławomir Włoszczyński (AZS AWF Wrocław) | Brunon Rduch (Unia Bieruń Stary) Norbert Węgrzyn (Unia Bieruń Stary)   | Janusz Labisko (Bolesław Bukowno) Lesław Markowicz (Stal FSO Warszawa) Krzysztof Kruk (Stal FSO Warszawa) Ryszard Werbliński (AZS AWF Wrocław) |
| Damendoppel  | Elżbieta Utecht (Unia Głubczyce) Bożena Wojtkowska (Unia Głubczyce)             | Maria Bahryj (Unia Głubczyce) Ewa Rusznica (Unia Głubczyce)            | Ewa Zdrojewska (Start Gdynia) Anna Zyśk (Start Gdynia) Ewa Krawczyk (AZS AWF Wrocław) Bożena Wiczyńska (AZS AWF Wrocław)                       |
| Mixed        | Janusz Labisko (Bolesław Bukowno) Anna Zyśk (Start Gdynia)                      | Ryszard Bernardyn (AZS AWF Wrocław) Bożena Wojtkowska (Unia Głubczyce) | Ryszard Borek (Unia Głubczyce) Elżbieta Utecht (Unia Głubczyce) Joachim Krawczyk (AZS AWF Wrocław) Helena Radaczyńska (AZS AWF Wrocław)        |